# The Legend of Zelda: Link's Awakening
The Legend of Zelda: Link's Awakening (ゼルダの伝説 夢をみる島 Zeruda no Densetsu: Yume o Miru Shima) er det fjerde The Legend of Zelda-spil. Det er designet og udviklet af Nintendo og udgivet til Game Boy og er det første spil i serien udgivet til en mobil spillekonsol. Det blev først udgivet i Japan den 6. juni 1993 og senere på året også i Europa og Nordamerika. Spillet er desuden også blevet udgivet til Game Boy Color i 1998 under navnet The Legend of Zelda: Link's Awakening DX, og i en ny 3D-udgave til Nintendo Switch i 2019. Prinsesse Zelda og Triforcen er ikke med i spillet, og det er et af de eneste spil i serien, der ikke foregår i landet Hyrule. Det foregår i stedet for på øen Koholint Island, en tropisk ø, hvor legenden siger, at dem, der sætter til fods på øen, aldrig nogensinde kan forlade den igen.

## Gameplay
Link's Awakening er, ligesom de fleste andre Zelda-spil, et action-adventure-spil. Det meste af spillet foregår i fugleperspektiv. Spillet fokuserer på at udforske og at kæmpe. Spilleren skal igennem 8 såkaldte "Dungeons", altså grotter, hvor man skal bekæmpe Nightmares for at kunne få adgang til en Heart Container (et ekstra hjerte), samt et af de i alt otte Instruments of the Sirens, som man skal vække the Wind Fish med.

Link's Awakening er det første spil i serien i fugleperspektiv, hvor Link kan hoppe. Dog var Zelda II: The Adventure of Link det første Zelda-spil, hvor man kunne hoppe.
Man kan samle på items som gør, at man kan komme hen til steder som kun kan nås vha. et af disse specifikke items. Det kan for eksempel være den femte dungeon (Catfish's Maw), hvor man skal have nogle svømmefødder for at kunne nå frem til stedet.
Spilleren kan stjæle ting fra butikken i Mabe Village, men hvis man gør det, bliver man kaldt for THIEF (tyv) i stedet for spillerens navn. Hvis man vender tilbage til butikken igen, bliver man dræbt af butiksejeren.
Spillet introducerede også ocarinaen. Et musikinstrument, som har en central rolle i det næste Zelda-spil, Ocarina of Time. Spilleren kan finde ocarinaen ved at løse gåden ved dungeonen "The Dream Shrine" (Drømmeskrinet) ved Mabe Village. Man kan lære i alt 3 specielle melodier, som har hver sin evne, som man kan spille på instrumentet med.

## Handling
Efter Link har besejret Ganon i A Link to the Past, sejler han til andre lande for at træne mod fremtidige trusler. Han støder ind i en storm, der totalskader hans båd, og efterlader ham bevidstløs. Link bliver skyllet op på en strand på øen Koholint Island, hvor en ung pige ved navn Marin finder ham bevidstløs og tager ham derfor hjem til hendes hus i landsbyen Mabe Village, som hun deler med sin far, Tarin. Efter at Link har fundet sit sværd, får han at vide af en mystisk ugle, at han kun kan komme væk fra øen, og fortsætte sin rejse, ved at vække the Wind Fish (Vindfisken) - En hval-lignende væsen, der sover i et æg beliggende på bjerget Mount Tamaranch i midten af øen. The Wind Fish kan kun vækkes, hvis man spiller Ballad of the Wind Fish med alle 8 Instruments of the Sirens, som Link skal lede efter.
Under sin søgning efter instrumenterne, møder han Marin på den strand, hun fandt ham på. Hun fortæller ham om sin fascination om ham, og at hun ønsker at kunne flyve som en måge, og synge for masser af mennesker. Link følger herefter Marin til landsbyen Animal Village, hvor en sovende hvalros blokerer vejen for ham. For at vække hvalrossen, skal Link få Marin til at synge Ballad of the Wind Fish, som får hvalrossen til at falde i havet. Under hans søgning efter det sjette instrument, tager han til Ancient Ruins, hvor der hænger et vægmaleri, der fortæller sandheden om Koholint Island; at det hele blot er en drømmeverden, som the Wind Fish har lavet. Uglen fortæller ham, at dette kun er et rygte, og kun the Wind Fish ved sandheden.
Når Link har fundet alle de 8 instrumenter, går han op til Mt. Tamaranch og spiller Ballad of the Wind Fish med alle 8 instrumenter i hånden, der åbner et hul ind til ægget hvor the Wind Fish sover. Inde i ægget konfronterer Link the Nightmares (mareridtene), som dukker op i forskellige forme af bosserne i de dungeons som instrumenterne gemte sig i. Når Link har besejret den sidste boss, "Dethl", åbnes en trappe op til the Wind Fish, hvor uglen forklarer, at den er the Wind Fishs ånd, og bekræfter at Koholint Island alt sammen (også Marin) er hans drøm. Link spiller herefter Ballad of the Wind Fish igen, og de begge to vågner, og Koholint Island, inklusiv alle øens beboere, forsvinder uden at efterlade et éneste sandkorn. Når Link vågner, finder han sig selv på sit skibsvrag i midten af havet, og the Wind Fish flyver rundtomkring ham.
Hvis spilleren klarer spillet, uden at dø en eneste gang (en såkaldt "True Ending"), flyver Marin forbi skærmen efter rulleteksterne i stedet for en måge.

## Karakterer
- Link, hovedkarakteren som spilleren kontrollerer gennem hele spillet.

- Marin, en ung pige, der elsker musik og at synge. Hun er kendt blandt øens beboere for sin sang, specielt hendes yndlingssang Ballad of the Wind Fish. Link misfortolker Marin som værende Prinsesse Zelda, når han vågner op i starten af spillet.

- Tarin, Marins far. Han giver Link sit skjold kort tid efter Link er vågnet. Tarins design er vældigt inspireret af Super Mario, og de deler samme interesse for svampe.

- Ulrira, en genert ældre mand, der kun kommunikerer gennem en telefon. Der er opsat telefonbokse rundtomkring Koholint Island, hvor Link kan ringe til Ulrira for at få hjælp til at kunne komme videre.

Mange af spillets øvrige karakterer og fjender er referencer til andre Nintendospil, såsom Kirby og Yoshi.

## Udvikling
Link's Awakening startede som et sideprojekt; programmøren Kazuaki Morita lavede et spil, der mindede om Zelda, på en Game Boy-SDK for at teste dennes evner. Som følge af udgivelsen af A Link to the Past spurgte spilinstruktøren Takashi Tezuka om tilladelse til at lave håndholdt Zelda-spil. Meningen var oprindeligt om at lave en port af A Link to the Past, men blev senere et originalt spil. Det tog ikke mere end et halvandet år om at udvikle spillet.
Senere blev Yoshiaki Koizumi, som også har hjulpet med historien i A Link to the Past, hyret til at hjælpe med at skrive historien til Link's Awakening. Han var ansvarlig for hovedhistorien, heriblandt at øen Koholint Island var en ø i en drømmeverden. Link's Awakening bliver beskrevet af seriens producer Eiji Aonuma som det første Zelda-spil med et ordentligt plot, ihvilket han refererer til Yoshiaki Koizumis romantik. Takashi Tezuka havde til hensigt, at spillet skulle have samme følelse som den amerikanske Tv-serie Twin Peaks, der, ligesom Link's Awakening, havde beboere i små landsbyer. Tanabe skrev alle karakterenes dialoger, undtagen uglens og the Wind Fishs.
Shigefumi Hito og Masanao Arimoto stod bag designet bag karaktererne, mens Yoichi Kotabe var hyret som illustrator. Yasahisa Yamamura designede dungeonsne, heriblandt hvordan ruterne og rummene skulle se ud, samt placeringen af fjenderne.
Spillets musik er komponeret af Minako Hamano og Kozue Ishikawa, mens Kazumi Totaka stod bag lyddesignet. En remix af temamelodien til området "Tal Tal Heights" er inkluderet til Super Smash Bros. Brawl, samt en uudgivet version af "Ballad of the Wind Fish".

## Modtagelse
Link's Awakening fik en meget positiv kritik. Hjemmesiden 1UP.com har anmeldt spillet som Bedste Game Boy-spil nogensinde, og Nintendo Life gav spillet 10 ud af 10 stjerner. Youtube-kanalen WatchMojo.com placerede spillet på en tredjeplads i deres video om "Top 10 Gameboy Games" , en sjetteplads på listen med "Top 10 Legend of Zelda Games"  og en ottendeplads på listen med "Top 10 Emotional Video Game Endings" .

## The Legend of Zelda: Link's Awakening DX
I 1998 udkom der en ny version af spillet til Game Boy Color som hedder "The Legend of Zelda: Link's Awakening DX". Den største forskel mellem de to versioner af spillet er, at DX-versionens grafik er i farver, i modsætningen til det oprindelige spil, som er i sort/grøn. En anden ting, som DX-versionen også inkluerer er Color Dungeon for at fremvise brugen af Game Boy Colors farvedisplay, samt at den er kompitabel med Game Boy Printer, så spilleren kunne tage skærmbilleder af spillet.

### Anmeldelser
| Anmelder      | Score        | Kilde  |
| ------------- | ------------ | ------ |
| GameSpot      | 8,7 af 10    | [ 16 ] |
| IGN           | 9,5 ud af 10 | [ 17 ] |
| Nintendo Life | 8,9 ud af 10 | [ 18 ] |

## The Legend of Zelda: Link's Awakening (Nintendo Switch)
Den 13. februar 2019 annoncerede Nintendo i deres Nintendo Direct et remake af Link's Awakening til Nintendo Switch med opdateret grafik. Spillet er udviklet af Grezzo og er udgivet af Nintendo. Det udkom 20. september 2019. Spillets indhold er hovedsageligt baseret fra DX-versionen, heriblandt Color Dungeon, men har også fået nye elementer, såsom Dampé's Shack (Dampés skur), hvor man kan lave sin egen dungeon vha. brikker af rummene fra de dungeons, som man har klaret på det tidspunkt man laver banen. En Link-Amiibo er blevet udgivet i forbindelse af spillets udgivelse. Den (og andre Amiibos fra Zelda-serien) giver forskellige "Plus Effects" ved den dungeon man bygger hos Dampé.

### Stemmer
| Karakter | Skuespiller          | Kilde  |
| -------- | -------------------- | ------ |
| Link     | Mitsuki Saiga (en)   |        |
| Marin    | Yūko Natsuyoshi (en) | [ 19 ] |
| Tarin    | Kazuya Ichijō (en)   | [ 20 ] |

### Anmeldelser
| Anmelder    | Score          | Kilde  |
| ----------- | -------------- | ------ |
| Metacritic  | 87             | [ 21 ] |
| IGN         | 9,4 af 10      | [ 22 ] |
| GameSpot    | 8 ud af 10     | [ 23 ] |
| Destructoid | 9 ud af 10     | [ 24 ] |
| GamesRadar  | 4.5/5 stjerner | [ 25 ] |